# Tito (Italia)
Tito es una localidad italiana de la provincia de Potenza, región de Basilicata, con 7.052 habitantes.

## Evolución demográfica
| Gráfica de evolución demográfica de Tito entre 1861 y 2008 |
|                                                            |
| Fuente ISTAT - Elaboración gráfica por parte de Wikipedia  |